# Sparletta

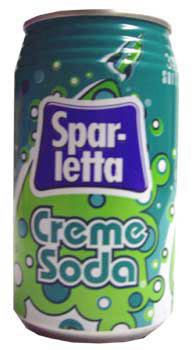
300 ml Dose Sparletta Creme Soda

Sparletta ist eine Produktreihe von Erfrischungsgetränken, die von Coca-Cola Company in Südafrika und Simbabwe hergestellt wird. Sie wurde 1953 von Thomas Cook und seiner Coca-Cola-Fabrik in Standerton erfunden. Ihm gehörten auch die Coca-Cola-Fabrik in Nigel und die Coca-Cola-Fabrik in EMalahleni.
Sparletta wird in Mayotte, Comoros, Zimbabwe, Südafrika, Malawi, Lesotho, Namibia, Mosambik, Kenia, Uganda, Sambia, Botswana und Tansania. vertrieben.
Es existieren die folgenden Geschmacksrichtungen: Creme Soda, Sparberry (Beerengeschmack), Cherry Plum (Pflaume und Kirsche), Stoney Ginger Beer, Pine Nut (Ananas und Kokosnuss), Iron Brew (rosig-vanillig, fruchtig), Apfel und schwarze Johannisbeere.